# Ursa turbinata
Ursa turbinata är en spindelart som beskrevs av Simon 1895. Ursa turbinata ingår i släktet Ursa och familjen hjulspindlar. Inga underarter finns listade i Catalogue of Life.